# Herbita declinata
Herbita declinata är en fjärilsart som beskrevs av Achille Guenée 1858. Herbita declinata ingår i släktet Herbita och familjen mätare. Inga underarter finns listade i Catalogue of Life.